# Буффарини-Гвиди, Гвидо
Гви́до Буффари́ни-Гви́ди (итал. Guido Buffarini Guidi; 17 августа 1895, Пиза, Тоскана, Королевство Италия — 10 июля 1945, Сан-Витторе, Милан, Ломбардия, Италия) — итальянский государственный и политический деятель, министр внутренних дел Итальянской социальной республики в 1943—1945 годах.

## Биография
Родился в Пизе 17 августа 1895 года в семье Луиджи и Либерата Барделли. Во время Первой мировой войны служил добровольцем в артиллерии. Провёл на фронте 4 года, к 1917 году дослужился до звания капитан. Получил три награды за боевые заслуги. Оставался на военной службе до 1921 года, при этом получил разрешение на обучение в Пизанском университете. Изучал право, окончил университет в 1920 году.
В Пизе он основал местное фашистское движение. В апреле 1923 года Буффарини-Гвиди был избран мэром Пизы. Он ушел в отставку с этой должности в июне 1924 года после избрания депутатом парламента от фашистской партии.
C 1924 по 1939 годы депутат парламента от фашистской партии (НФП). Так от НФП занимал посты члена Палаты фасций и корпораций и консула фашистской милиции.
С марта 1933 по февраль 1943 года занимал пост младшего секретаря Министерства внутренних дел и одновременно был членом Большого фашистского совета.
В Итальянской социальной республике в 1943 году занял пост министра внутренних дел и комиссара Красного Креста. 12 февраля 1945 года снят с должности Министра ВД ИСР и отправлен в отставку.
26 апреля 1945 года был пойман итальянскими партизанами при попытке бегства в Швейцарию. 29 мая 1945 года специальным судом в Милане был приговорен к смертной казни. 10 июля 1945 года после безуспешной попытки отравиться он был расстрелян в тюрьме С. Витторе.

## Антисемитская компания
При Муссолини был главным чиновником, руководившим кампанией против евреев. Он обладал колоссальной властью, поскольку все префекты и полицейские Италии подчинялись ему. По слухам, Муссолини говорил о нём: «Буффарини — такой лжец, что никто не дерзнёт поверить даже ничтожному проценту из всего, что он произносит».  
Буффарини старался извлекать максимум выгоды из своего служебного положения. Так, он обзавёлся побочным бизнесом, предлагая за приличную цену поддельные свидетельства о принадлежности к католичеству отдельным евреям. Кроме того, у него была налажена фабрикация фальшивых приходских записей о крещении. За определённую мзду его чиновники «обнаруживали», что ребенок, рождённый матерью-католичкой от еврея, на самом деле является плодом внебрачной связи матери с любовником-католиком, не принадлежащим к числу евреев. Такие дети обретали статус чистокровных арийцев, то есть «чистых» католиков.